# Michel Rougerie
Pour les articles homonymes, voir Rougerie.
Michel Rougerie, né le 21 avril 1950 à Montreuil (Seine-Saint-Denis) et mort le 31 mai 1981 à Čavle (Yougoslavie), est un pilote moto français.

## Biographie
À 14 ans, le deux roues n'était pour lui qu'un moyen de transport, son cyclomoteur 50 cm3 lui permettant surtout de ne plus aller à pied au lycée de Rosny-sous-Bois. À 16 ans, grâce à une 350 cm3 japonaise offerte par son père, il se découvre une passion pour les machines de vitesses.
En 1969, la firme japonaise Honda décide de participer au Bol d'or avec sa nouvelle moto, la Honda CB 750 Four tout juste sortie des ateliers, pour conquérir le marché européen mais le constructeur ne dispose que de pilotes anglais et le règlement exige que les pilotes soient de nationalité française. La marque engage alors Michel Rougerie, encore étudiant et, comme coéquipier un de ses copains de faculté, Daniel Urdich. Âgés de seulement 19 ans, ils remportent la course.
Après cette victoire, ils passent professionnels.
En 1975, il termine sa saison vice-champion du monde en 250 cm³, sur Harley Davidson avec deux victoires et sept podiums.
Michel Rougerie se tue en course le 31 mai 1981, au second tour du Grand Prix 350 cm3 de Yougoslavie à Rijeka. Alors en cinquième position, il est victime d'une chute bénigne peu après la ligne droite des stands mais, alors qu'il se relève, il est percuté à grande vitesse par Roger Sibille qui ne peut l'éviter.
Sa tombe se trouve au cimetière communal de Rosny-sous-Bois.

## Palmarès
Il fut vice-champion du Monde 250 en 1975 avec 91 points et deux victoires en grand-prix (Finlande et Tchécoslovaquie) derrière Walter Villa, son coéquipier chez AMF, qui ne totalisait pourtant que 85 points. À cette époque, seuls étaient comptabilisés les six meilleurs résultats pour l'attribution du titre.
Il a gagné avec Urdich le Bol d'Or en septembre 1969 à Montlhéry
- 1971
  - 12 Heures de Montlhéry
  - Champion de France Inter 500 cm³
- 1972
  - 8e, Championnat du Monde 125 cm³ sur Aermacchi
    - 9e, GP de France

  - 32e, Championnat du Monde 350 cm³ sur Aermacchi
    - 9e, GP de France

  - Champion de France Inter 250 cm³ et 350 cm³
- 1973
  - 5e, Championnat du Monde 250 cm³ sur Harley Davidson
    - 4e, GP de France
    - 2e, GP des Pays Bas
    - 4e, GP de Belgique
    - 2e, GP de Tchécoslovaquie
    - 6e, GP d'Espagne

  - 34e, Championnat du Monde 350 cm³ sur Harley Davidson
    - 7e, GP de Tchécoslovaquie

  - 29e, Championnat du Monde 500 cm³ sur Harley Davidson
    - 5e, GP de Belgique

  - Champion de France Inter 250 cm³
- 1974
  - 9e, Championnat du Monde 250 cm³ sur Harley Davidson
    - 5e, GP de Belgique
    - 8e, GP de Suède
    - 2e, GP de Finlande

  - 7e, Championnat du Monde 350 cm³ sur Harley Davidson
    - 5e, GP de France
    - 5e, GP d'Autriche
    - 3e, GP d'Italie
    - 8e, GP de Finlande

  - 16e, Championnat du Monde 500 cm³ sur Harley Davidson
    - 5e, GP de France
    - 6e, GP de Belgique
    - 8e, GP de Tchécoslovaquie
- 1975
  - 2e, Championnat du Monde 250 cm³ sur Harley Davidson
    - 3e, GP de France
    - 6e, GP d'Espagne
    - 2e, GP d'Allemagne de l'Ouest
    - 3e, GP d'Italie
    - 2e, GP des Pays Bas
    - 2e, GP de Belgique
    - 1er, GP de Finlande
    - 1er, GP de Tchécoslovaquie

  - 28e, Championnat du Monde 500 cm³ sur Harley Davidson
    - 7e, GP de France

  - Champion de France Inter 250 cm³
- 1976
  - 15e, Championnat du Monde 500 cm³ sur Suzuki
    - 4e, GP d'Autriche
    - 4e, GP de Belgique
- 1977
  - 27e, Championnat du Monde 250 cm³ sur Yamaha
    - 6e, GP d'Espagne

  - 4e, Championnat du Monde 350 cm³ sur Yamaha
    - 9e, GP d'Allemagne de l'Ouest
    - 4e, GP d'Italie
    - 1er, GP d'Espagne
    - 3e, GP de Yougoslavie
    - 2e, GP des Pays Bas
    - 8e, GP de Tchécoslovaquie

  - 12e, Championnat du Monde 500 cm³ sur Suzuki
    - 8e, GP des Pays Bas
    - 4e, GP de Finlande
    - 3e, GP de Tchécoslovaquie
- 1978
  - 6e, Championnat du Monde 350 cm³ sur Yamaha
    - 6e, GP d'Autriche
    - 10e, GP de France
    - 4e, GP d'Italie
    - 10e, GP de Suède
    - 7e, GP de Finlande
    - 4e, GP de Grande Bretagne
    - 3e, GP d'Allemagne de l'Ouest
    - 3e, GP de Tchécoslovaquie

  - 10e, Championnat du Monde 500 cm³ sur Suzuki
    - 6e, GP d'Autriche
    - 6e, GP des Pays Bas
    - 4e, GP de Belgique
    - 6e, GP d'Allemagne de l'Ouest
- 1979
  - 16e, Championnat du Monde 350 cm³ sur Yamaha
    - 6e, GP de Grande Bretagne
    - 6e, GP de France

  - 14e, Championnat du Monde 500 cm³ sur Suzuki
    - 5e, GP du Venezuela
    - 9e, GP d'Espagne
    - 6e, GP de Yougoslavie
    - 8e, GP de France
- 1980
  - 17e, Championnat du Monde 500 cm³ sur Suzuki
    - 7e, GP de France
- 1981
  - 32e, Championnat du Monde 350 cm³ sur Yamaha
    - 10e, GP d'Italie